# Valerianella triplaris
Valerianella triplaris är en kaprifolväxtart som beskrevs av Pierre Edmond Boissier och Buhse. Valerianella triplaris ingår i släktet klynnen, och familjen kaprifolväxter. Inga underarter finns listade i Catalogue of Life.